# Мейвуд (Каліфорнія)
Мейвуд (англ. Maywood) — місто (англ. city) в США, в окрузі Лос-Анджелес штату Каліфорнія. Населення — 25 138 осіб (2020).

## Географія
Мейвуд розташований за координатами 33°59′19″ пн. ш. 118°11′16″ зх. д. / 33.98861° пн. ш. 118.18778° зх. д. (33.988505, -118.187666).  За даними Бюро перепису населення США в 2010 році місто мало площу 3,05 км², уся площа — суходіл.

## Демографія
Згідно з переписом 2010 року, у місті мешкало 27 395 осіб у 6559 домогосподарствах у складі 5692 родин. Густота населення становила 8976 осіб/км².  Було 6766 помешкань (2217/км²).
Расовий склад населення:
| - 52,0 % — білих - 0,8 % — корінних американців - 0,6 % — чорних або афроамериканців - 0,3 % — азіатів - 0,1 % — вихідців з тихоокеанських островів - 42,0 % — осіб інших рас |

До двох чи більше рас належало 4,3 %. Частка іспаномовних становила 97,4 % від усіх жителів.
За віковим діапазоном населення розподілялося таким чином: 32,6 % — особи молодші 18 років, 61,4 % — особи у віці 18—64 років, 6,0 % — особи у віці 65 років та старші. Медіана віку мешканця становила 27,9 року. На 100 осіб жіночої статі у місті припадало 104,5 чоловіків;  на 100 жінок у віці від 18 років та старших — 102,9 чоловіків також старших 18 років.
Середній дохід на одне домашнє господарство  становив 47 163 долари США (медіана — 35 582), а середній дохід на одну сім'ю — 48 056 доларів (медіана — 36 297). Медіана доходів становила 25 662 долари для чоловіків та 21 864 долари для жінок. За межею бідності перебувало 30,1 % осіб, у тому числі 42,5 % дітей у віці до 18 років та 25,0 % осіб у віці 65 років та старших.
Цивільне працевлаштоване населення становило 11 846 осіб. Основні галузі зайнятості: виробництво — 19,7 %, освіта, охорона здоров'я та соціальна допомога — 16,6 %, роздрібна торгівля — 14,3 %.